# Colletes banksi

Colletes banksi är en solitär biart som beskrevs av Swenk 1908. Den ingår i släktet sidenbin och familjen korttungebin. Inga underarter finns listade i Catalogue of Life.

## Beskrivning
Skillnaden är liten mellan hona och hane: Den förra är något längre med en genomsnittlig kroppslängd på 11 mm mot hanens 10 mm, har släta bakhörn hos mellankroppens främsta segment, medan de hos hanen bildar taggar, och har antenner som alltid är mörka mot hanens ibland rödaktiga. Antennlederna hos honan är dessutom lika långa som breda, medan de hos honan är avlånga. Kroppen har genomgående svart grundfärg, men huvud och mellankropp har beige till vit päls, och bakkanterna på tergiterna (bakkroppssegmenten på ovansidan) har vita, långhåriga hårband medan bakkroppen i övrigt har mycket tunn, gles och mörk hårbeklädnad.

## Ekologi
Arten flyger från mitten av april till mitten av juli, och besöker blommande växter från familjerna järneksväxter (som järnekssläktet) och ljungväxter (som blåbärssläktet).

## Utbredning
Utbredningsområdet omfattar östra USA från New Jersey, New York och Michigan i norr till Florida i söder.